# Sean Flynn (Fotograf)
Sean Leslie Flynn (* 31. Mai 1941 in Los Angeles; † 6. April 1970 (vermisst) in Kambodscha) war ein US-amerikanischer Schauspieler und freiberuflicher Fotojournalist, bekannt vor allem als Kriegsfotograf. Er ist der Sohn der Filmlegende Errol Flynn und nicht zu verwechseln mit seinem Neffen Sean Flynn (* 1989), Schauspieler und Sohn seiner Halbschwester Rory.

## Leben
Sean Flynn wurde als Sohn der Filmlegende Errol Flynn und dessen erster Frau, der Schauspielerin Lili Damita, geboren. Er wuchs nach der Trennung seiner Eltern bei seiner Mutter auf, die sich einen jahrelangen Sorgerechtsstreit mit seinem Vater lieferte. Nach seinem Schulabschluss schrieb sich Flynn zunächst an der Duke University ein, brach das Studium aber bald ab, um sich wie sein Vater als Schauspieler zu versuchen. Er drehte Il Figlio del capitano Blood, eine Fortsetzung von Errol Flynns Erfolgsfilm Captain Blood, sowie einige weitere Filme in Europa, blieb aber weitgehend erfolglos. Er gab die Schauspielerei auf und ging 1965 als Wildhüter nach Kenia.
Als sich 1966 der Vietnamkrieg verschärfte, entschied sich Flynn, als Fotojournalist nach Vietnam zu gehen. Er arbeitete für Paris Match, wurde jedoch am Knie verwundet und musste Vietnam kurzzeitig wieder verlassen. In dieser Zeit drehte er seine letzten Filme und berichtete anschließend als Kriegsfotograf vom Sechstagekrieg. 1968 kehrte er nach Vietnam zurück.
Am 6. April 1970 brach Flynn gemeinsam mit seinem Kollegen Dana Stone auf Motorrädern aus Phnom Penh auf, um zur Front in Kambodscha zu gelangen. Die beiden Männer wurden an einem Checkpoint in der Provinz Svay Rieng aufgehalten und von Einheiten des Vietcong abgeführt. Seitdem sind beide Journalisten verschollen. Einigen Quellen zufolge wurden sie Mitte 1971 in der Provinz Kompong Cham hingerichtet. Andere Quellen wiederum behaupten, sie hätten überlebt und wären – langhaarig und bärtig – als gefangene „imperialistische Journalisten“ nahe Minot gesehen worden. Über die Jahre tauchten vereinzelt Gerüchte auf, ein „Filmstar“ würde in einem kleinen abgeschiedenen Dorf von den Roten Khmer gefangen gehalten.
Flynns Mutter Lili Damita wandte große Summen für die Suche nach ihrem Sohn auf, trotzdem konnte Sean Flynn nie gefunden werden und wurde 1984 offiziell für tot erklärt. Er ist einer von 22 internationalen Journalisten, die in Südostasien vermisst werden.
Die Punkband The Clash widmete ihm auf ihrem Album Combat Rock den Song Sean Flynn. Flynn ist außerdem eine der Hauptfiguren in Michael Herrs vielbeachteten Kriegsmemoiren Dispatches (dt. An die Hölle verraten). Herr, selbst Vietnamkorrespondent, war Flynn während des Krieges begegnet und eng mit ihm befreundet.

## Filmografie
- 1957: Zu Gast bei Errol Flynn (The Errol Flynn Theatre)
- 1960: Dazu gehören zwei (Where the boys are)
- 1961: Der Sohn von Captain Blood (El hijo del Capitano Blood)
- 1962: Die Playboys kommen erst um acht (Dokumentarfilm)
- 1963: Zorro, der Mann mit den zwei Gesichtern (Il segno di Zorro)
- 1963: Verspätung in Marienborn
- 1963: Mord am Canale Grande (Voir Venise… et crever)
- 1964: Im Tempel des weißen Elefanten (Sandok, il Maciste della giungla)
- 1965: Sancho – dich küßt der Tod (Sette magnifiche pistole)
- 1966: 6 Kugeln für Gringo (Dos pistolas gemelas)
- 1967: Die Falle von Singapur (Cinq gars pour Singapour)
- 1968: Wheel of Ashes